# アースバウンド
『アースバウンド』(英語: Earthbound)は、1972年6月9日に発表されたキング・クリムゾンの初のライブ・アルバム。通算5作目のアルバムに相当する。

## 解説

### 背景
デビュー・アルバム『クリムゾン・キングの宮殿』（1969年）発表後、一躍注目の的となったグループはすぐに続けてセカンド・アルバム『ポセイドンのめざめ』（1970年）を発表したものの脱退者が相次ぎ、同年リリースの3作目『リザード』では、すでにオリジナル・メンバーは作詞やコンセプト作りを担当していたピート・シンフィールド以外、ロバート・フリップだけという状況になった。キース・ティペットを始め多くのゲストによって『リザード』は作られたが、アルバム発表直後にボーカル&ベースのゴードン・ハスケルが脱退してしまいライブやツアーを行うことが不可能となった。ライブによって産み出される力や想像力に対して特別な敬意を払うフリップは、改めてライブ可能なバンドを再編成することとし、セカンドから参加しているメル・コリンズに加えイアン・ウォーレス、そしてベースには最初リック・ケンプ（スティーライ・スパン）を予定していたが取りやめたため、ボーカルだけのつもりだったボズ・バレルに急遽ベースを教え込み、1971年4月からライブを行うようになった。新体制により『アイランズ』（1971年）を発表し1972年2月からアメリカ・ツアーにも出るが、もともとのミュージシャンとしての資質、求める方向性の違いからこの新体制は最初からかなり危ういものだった。演奏を重ねるうちに溝はさらに深まり短期間で決裂してしまうが、その分裂への決定的な事件は、1972年の年明けに行われた新作のためのリハーサルで起こった。コリンズの作品をフリップが拒否したことでコリンズ、バレル、ウォーレスの3人との間で決定的な対立が起こり、1972年1月の時点ですでに解散が決められるが、アメリカ・ツアーの契約の残りを遂行するためツアーが2月から始められ4月1日のアラバマ州バーミングハムのステージを最後にこのラインナップは解散となる。より感情を解放していく音作り、ある意味でロック・ミュージシャンらしい指向が根底にあった3人はアレクシス・コーナーと意気投合して新しいバンド“スネイプ”を結成することに決めたのだった。アルバムの曲はそのアメリカ・ツアーの中から収録されているが、カセットで録られた音源を元にしており、劣悪な音質で知られる。そこでより鮮明になるのはフリップとウォーレスやバレルのリズム・セクションが持つ資質の根本的な違いで、フリップの求める構築性とインプロヴィゼーションが複雑な絡まり合いを繰り返しながら変幻多様な音空間を創出するという点では、彼ら二人は明らかにスタイルが合わない。黒っぽいフィーリングで勝手に暴走する3人とフリップの間の亀裂があからさまに見える本作は、当時のバンド内人間関係の険悪さを思い出させる記録だからか、フリップはずっと嫌っていたと思われているが、他メンバーの反対を押し切ってこのカセット音源をリリースしたのはフリップだった。

### 内容
イギリスのアイランド・レコードは本作を廉価盤シリーズであるHELPに入れ、このシリーズの第6番目のアルバムを意味する”HELP 6”の商品番号を付けて1972年6月に発売した。一方、アメリカのアトランティック・レコードは音質を理由に本作の発売を拒否した。
フリップは長年、本作のCD化を許可しなかったが、2002年に”30th Anniversary Edition”と銘打ったCDの発売に同意した。
2017年11月に"40th Anniversary Edition"としてCDとDVDのセットが発売された。CDには3曲が追加され、DVDには7曲が追加されたハイレゾ音源の他、コロラド州のサミット・スタジオでのレコーディングや、2002年に発表された『レディース・オブ・ザ・ロード』に収録された'Schizoid Men 1-11'などのボーナス音源が収録されている。相前後して、同じアメリカ・ツアーの音源を大量に収録したCDボックス"Sailors' Tales (1970–1972)"も発売された。

## 収録曲

### SIDE ONE
1. 21世紀のスキッツォイド・マン  –  "21st Century Schizoid Man" (including "Mirrors") - Fripp, Michael Giles, Greg Lake, Ian McDonald, Peter Sinfield - 11:45
2. ピオリア  –  "Peoria" - Boz Burrell, Mel Collins, Fripp, Ian Wallace - 7:30
3. 船乗りの話  –  "Sailor's Tale" (instrumental) - Fripp - 4:45

### SIDE TWO
1. アースバウンド  –  "Earthbound" (instrumental) - Burrell, Collins, Fripp, Wallace - 6:08
2. グルーン  –  "Groon" (instrumental) - Fripp - 15:30

## レコーディング・データ
- 「21世紀のスキッツォイド・マン」「グルーン」  –  1972年2月11日：デラウェア州ウィルミントン
- 「ピオリア」  –  1972年3月10日：イリノイ州ピオリア
- 「船乗りの話」  –  1972年2月26日：フロリダ州ジャクソンビル
- 「アースバウンド」  –  1972年2月27日：フロリダ州オーランド

## メンバー
- ロバート・フリップ  –  エレクトリック・ギター
- メル・コリンズ  –  サックス、メロトロン
- ボズ  –  ベース、リード・ヴォーカル
- イアン・ウォーレス  –  ドラム
- ハンター・マクドナルド  –  VCS3、エンジニアリング

### クレジット
| - SCHIZOID MAN and GROON were recorded at - Willmington, Delaware on 11 February 1972; - PEORIA at Peoria on 10 March 1972; THE SAILORS - TALE at Jacksonville, Florida 26 February 1972; - EARTHBOUND at Orlando, Florida 27 February - 1972; The recordings were captured live on an anpex - stereo cassette fed from a Kelsey Morris custom - built mixer operated by John Robson and Hunter - Macdonald on the Schizoid Man and Groon and Hunter - Macdonald on the other titles; at Jacksonville in the - rain from the back of a Volkswagon truck. - VCS3 operated by Hunter. |
| |
| - This is the fifth in the occasional series, The preceding albums were;— - In The Court Of The Crimson King - In The Wake Of Poseidon - Lizard - Islands |
| |

| Personel;    |                                         |
| Robert Fripp | Electric Guitar                         |
| Mel Collins  | Alto, Tenor & Baritone Saxes; Mellotron |
| Boz          | Bass Guitar & Vocals                    |
| Ian Wallace  | Drums                                   |

|                                                                                         |
| - All songs published by E.G. Music 1972 © - Produced by Robert Fripp for E.G. Records. |

## 40th Anniversary Edition

### CD
| "The recordings were captured live on an ampex stereo cassette fed from a Kelsey Morris custom built mixer operated by John Robson and Hunter Macdonald on the Schizoid Man and Groon and Hunter Macdonald on the other titles; at Jacksonville in the rain from the back of a Volkswagon truck." |                                                           |                                                 |                |
| # | タイトル                                                  | 作詞・作曲                                      | 付記           |
| 1. | 「21st Century Schizoid Man」(Wilmington, Feb 11th, 1972) | Fripp, McDonald, Lake, Giles, Sinfield          | Original album |
| 2. | 「Peoria」(Peoria, March 10th, 1972)                      | Fripp, Collins, Burrell, Wallace (instrumental) | Original album |
| 3. | 「The Sailor's Tale」(Jacksonville, Feb 26th, 1972)       | Fripp (instrumental)                            | Original album |
| 4. | 「Earthbound」(Orlando, Feb 27th, 1972)                   | Fripp, Collins, Burrell, Wallace (instrumental) | Original album |
| 5. | 「Groon」(Wilmington, Feb 11th, 1972)                     | Fripp (instrumental)                            | Original album |
| 6. | 「Picture Of A City」(Milwaukee, March 8th, 1972)         | Fripp, Sinfield                                 | Bonus tracks   |
| 7. | 「Formentera Lady」(Milwaukee, March 8th, 1972)           | Fripp, Sinfield                                 | Bonus tracks   |
| 8. | 「Cirkus」(Orlando, Feb 27th, 1972)                       | Fripp, Sinfield                                 | Bonus tracks   |

#### Personnel
- Robert Fripp - Electric Guitar; Mellotron
- Mel Collins - Alto, Tenor & Baritone Saxes; Mellotron
- Boz Burrell - Bass Guitar & Vocals
- Ian Wallace - Drums

### DVD
| PCN Stereo 2.0 (24/48) |                                                           |                                                 |                             |
| #                      | タイトル                                                  | 作詞・作曲                                      | 付記                        |
| 1.                     | 「21st Century Schizoid Man」(Wilmington, Feb 11th, 1972) | Fripp, McDonald, Lake, Giles, Sinfield          |                             |
| 2.                     | 「Peoria」(Peoria, March 10th, 1972)                      | Fripp, Collins, Burrell, Wallace (instrumental) |                             |
| 3.                     | 「The Sailor's Tale」(Jacksonville, Feb 26th, 1972)       | Fripp (instrumental)                            |                             |
| 4.                     | 「Earthbound」(Orlando, Feb 27th, 1972)                   | Fripp, Collins, Burrell, Wallace (instrumental) |                             |
| 5.                     | 「Groon」(Wilmington, Feb 11th, 1972)                     | Fripp (instrumental)                            |                             |
| 6.                     | 「Picture Of A City」(Milwaukee, March 8th, 1972)         | Fripp, Sinfield                                 |                             |
| 7.                     | 「Formentera Lady」(Milwaukee, March 8th, 1972)           | Fripp, Sinfield                                 |                             |
| 8.                     | 「Cirkus」(Orlando, Feb 27th, 1972)                       | Fripp, Sinfield                                 |                             |
| 9.                     | 「Ladies Of The Road」(Orlando, Feb 27th, 1972)           | Fripp, Sinfield                                 |                             |
| 10.                    | 「The Letters」(Denver, March 13th, 1972)                 | Fripp, Sinfield                                 |                             |
| 11.                    | 「The Sailor's Tale」(Jacksonville, Feb 26th, 1972)       | Fripp, Sinfield                                 | Earthbound version extended |
| 12.                    | 「Groon」(Peoria, March 10th, 1972)                       | Fripp, Sinfield                                 | Earthbound, Peoria extended |

| PCN Stereo 2.0 (24/48) |                                                                     | |
| #                      | タイトル                                                            | 作詞・作曲 |
| 1.                     | 「Picture Of A City」                                               | Fripp, Sinfield |
| 2.                     | 「Cadence And Cascade」                                             | Fripp, Sinfield |
| 3.                     | 「Groon」                                                           | Fripp (instrumental) |
| 4.                     | 「21st Century Schizoid Man」                                       | Fripp, McDonald, Lake, Giles, Sinfield                                                                                         |
| 5.                     | 「Summit Going On」                                                 | Fripp, Collins, Burrell, Wallace (instrumental)                                                                                |
| 6.                     | 「My Hobby」                                                        | Wallace |
| 7.                     | 「The Sailor's Tale」                                               | Fripp (instrumental) |
| 8.                     | 「The Creator Has a Master Plan including Summit & Something Else」 | Pharoah Sanders, Leon Thomas arr. Fripp, Collins, Burrell, Wallace (Summit & Something Else: Fripp, Collins, Burrell, Wallace) |

| DTS Quad |                                                                     | |
| #        | タイトル                                                            | 作詞・作曲 |
| 1.       | 「Picture Of A City」                                               | Fripp, Sinfield |
| 2.       | 「Cadence And Cascade」                                             | Fripp, Sinfield |
| 3.       | 「Groon」                                                           | Fripp (instrumental) |
| 4.       | 「21st Century Schizoid Man」                                       | Fripp, McDonald, Lake, Giles, Sinfield                                                                                         |
| 5.       | 「Summit Going On」                                                 | Fripp, Collins, Burrell, Wallace (instrumental)                                                                                |
| 6.       | 「My Hobby」                                                        | Wallace |
| 7.       | 「The Sailor's Tale」                                               | Fripp (instrumental) |
| 8.       | 「The Creator Has a Master Plan including Summit & Something Else」 | Pharoah Sanders, Leon Thomas arr. Fripp, Collins, Burrell, Wallace (Summit & Something Else: Fripp, Collins, Burrell, Wallace) |

| PCM Stereo 2.0 (24/48) "From the DGM album, Ladies Of The Road, Schizoid Men is a compilation of sax and guitar solos played during performances of 21st Century Schizoid Man." |                                                             | |
| # | タイトル                                                    | 作詞・作曲 |
| 1. | 「Schizoid Men Part 1 including 21st Century Schizoid Man」 | Fripp, Collins, Burrell, Wallace (instrumental)(21st Century Schizoid Man: Fripp, McDonald, Lake, Giles, Sinfield) |
| 2. | 「Schizoid Men Part 2」                                     | Fripp, Collins, Burrell, Wallace (instrumental)                                                                    |
| 3. | 「Schizoid Men Part 3」                                     | Fripp, Collins, Burrell, Wallace (instrumental)                                                                    |
| 4. | 「Schizoid Men Part 4」                                     | Fripp, Collins, Burrell, Wallace (instrumental)                                                                    |
| 5. | 「Schizoid Men Part 5」                                     | Fripp, Collins, Burrell, Wallace (instrumental)                                                                    |
| 6. | 「Schizoid Men Part 6」                                     | Fripp, Collins, Burrell, Wallace (instrumental)                                                                    |
| 7. | 「Schizoid Men Part 7」                                     | Fripp, Collins, Burrell, Wallace (instrumental)                                                                    |
| 8. | 「Schizoid Men Part 8」                                     | Fripp, Collins, Burrell, Wallace (instrumental)                                                                    |
| 9. | 「Schizoid Men Part 9」                                     | Fripp, Collins, Burrell, Wallace (instrumental)                                                                    |
| 10. | 「Schizoid Men Part 10」                                    | Fripp, Collins, Burrell, Wallace (instrumental)                                                                    |
| 11. | 「Schizoid Men Part 11」                                    | Fripp, Collins, Burrell, Wallace (instrumental)                                                                    |

| HELP 6 (Earthbound) |                                                           |                                                 |
| #                   | タイトル                                                  | 作詞・作曲                                      |
| 1.                  | 「21st Century Schizoid Man」(Wilmington, Feb 11th, 1972) | Fripp, McDonald, Lake, Giles, Sinfield          |
| 2.                  | 「Peoria」(Peoria, March 10th, 1972)                      | Fripp, Collins, Burrell, Wallace (instrumental) |
| 3.                  | 「The Sailor's Tale」(Jacksonville, Feb 26th, 1972)       | Fripp (instrumental)                            |
| 4.                  | 「Earthbound」(Orlando, Feb 27th, 1972)                   | Fripp, Collins, Burrell, Wallace (instrumental) |
| 5.                  | 「Groon」(Wilmington, Feb 11th, 1972)                     | Fripp (instrumental)                            |